# Leucochlaena horhammeri
Leucochlaena horhammeri là một loài bướm đêm trong họ Noctuidae.